# Komba Yomba
Komba Yomba   (Koidu, 24 d'agost de 1976) és un exfutbolista de Sierra Leone de les dècades de 1990 i 2000.
Fou internacional amb la selecció de futbol de Sierra Leone. Pel que fa a clubs, destacà a Diamond Stars FC.